# Dazaifu Tenman-gū
Dazaifu Tenman-gū (太宰府天満宮?) es un santuario sintoísta en Daizafu, en la Prefectura de Fukuoka en Japón. Está construida sobre la tumba de Sugawara no Michizane y es uno de los principales santuarios dedicados al kami Tenjin, la forma deificada de Michizane.

## Leyenda del santuario
De acuerdo a la leyenda, Michizane fue un estudiante aplicado que compuso muchos poemas dedicados a sus árboles favoritos de ciruelos Se decía que Michizane tenía el favor de los dioses y en una ocasión provocó la ira del clan Fujiwara quienes lo exiliaron a Kyushu.  Michizane se dedicó a estudiar durante su exilio y murió a los 57 años.

Cuando Michizane murió, sus restos fueron llevados por un buey que se detuvo cerca de un monasterio budista. Al no ser posible continuar el viaje, Michizane fue enterrado en ese lugar por su discípulo, Umasake no Yasuyuki, y ahí se construyó un santuario. En conmemoración del evento, también se erigió una escultura de un buey. También dice la leyenda que el árbol de ciruelos dentro del santuario voló desde Kioto para reunirse con Michizane en su muerte, y que siempre es el primer árbol de ciruelos que florece en Japón. Se dejó un poema sobre este tópico:
Cuando del Este sople la brisa,
exhala hacia mí tu perfume
¡oh, flor del ciruelo!,
y aunque tu dueño esté lejos de ti,
no dejes de florecer es primavera.
Poco después de la muerte de Michizane, cinco miembros del Clan Fujiwara, la familia real involucrada en el exilio de Michizane, murieron, uno fue impactado por un rayo que cayó sobre el castillo del clan. Fue entonces que Michizane, divinizado como Tenjin, se identificó como un espíritu de venganza. Cuando los desastres llegaron a Kioto, la misma familia real buscó apaciguar al espíritu de Michizane y, como penitencia, le reinstauró póstumamente su rango y posición. A través de este apaciguamiento, la reputación de Tenjin se asoció con la literatura y la educación.

## Terrenos del santuario

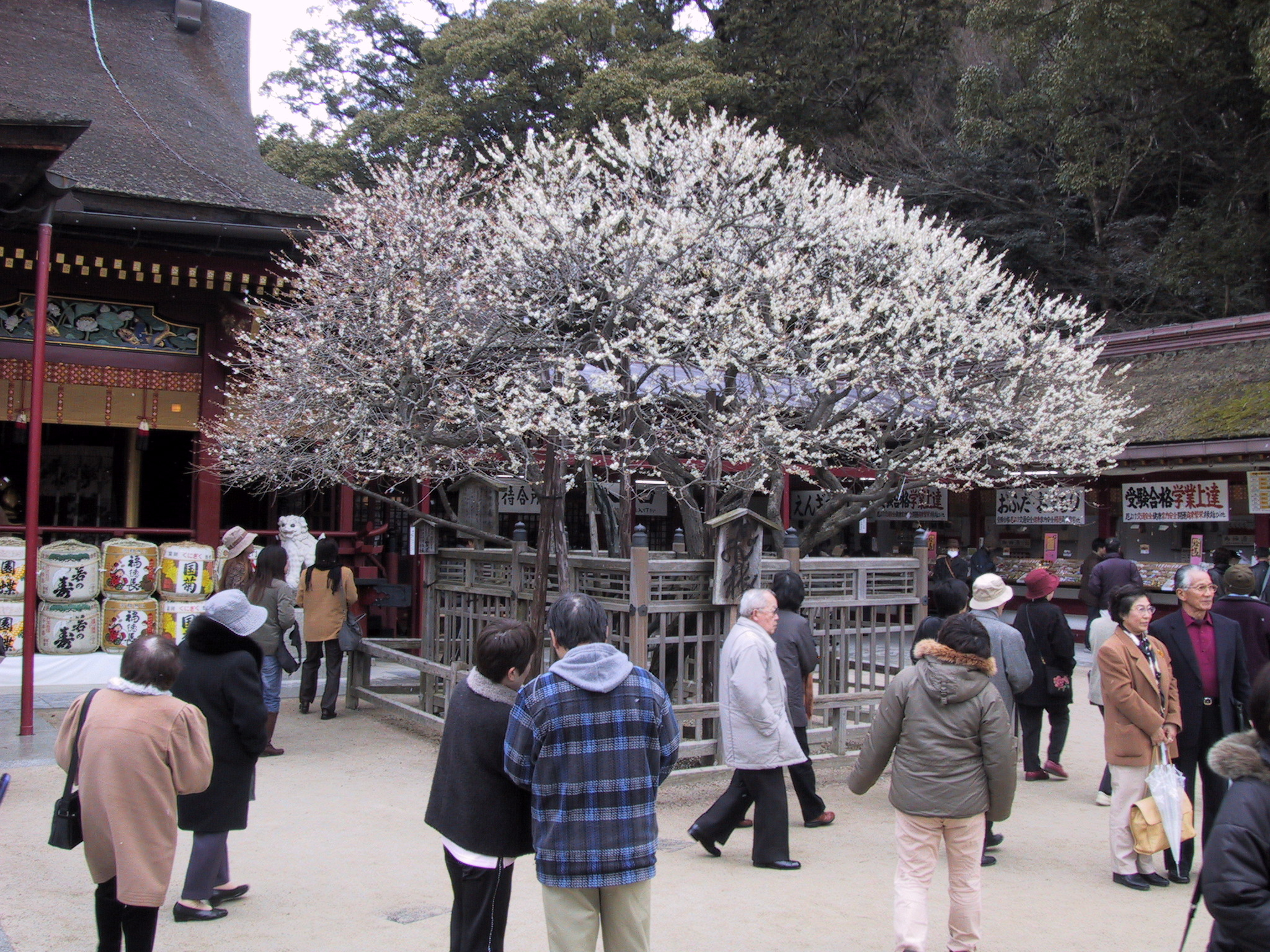
Tobiume, un árbol ume

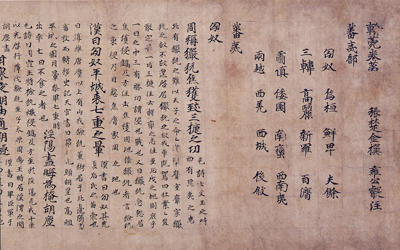
Kan'en, etnografía del Periodo Heian y uno de los Tesoros Nacionales de Japón

El recinto del santuario cubre más de 3000 acres (12,1 km²) e incluye varias estructuras. Su honden, o santuario principal, fue construido por Yasuyuki Umasake en 905, dos años después de la muerte de Michizane. El Clan Fujiwara construyó una estructura más grande en 919 pero se incendió durante una guerra civil. El santuario de estilo Momoyama que se visita en la actualidad data de 1591 y es un importante Propiedad Cultural Importante.
El terreno también tiene dos estanques, un puente y una casa de tesoros. Uno de los estanques es un jardín de estilo tradicional, shinji ike, nombrado así porque su forma se parece al carácter kanji para "corazón".
Además del santuario principal dedicado a Tenjin, hay otros santuarios auxiliares para otros kami. El honden auxiliar es una Propiedad Cultural Importante.
El santuario también es reconocido por sus 6,000 árboles ume (ciruelos asiáticos) que pertenecen a 167 variedades. Un árbol, conocido como Tobiume, se encuentra directamente frente al honden. De acuerdo a la leyenda, después de Michizane fue exiliado de Kioto, añoraba tanto su árbol de ciruelos que éste se desraizó a sí mismo y voló a Dazaifu Tenman-gū.

## Gastronomía

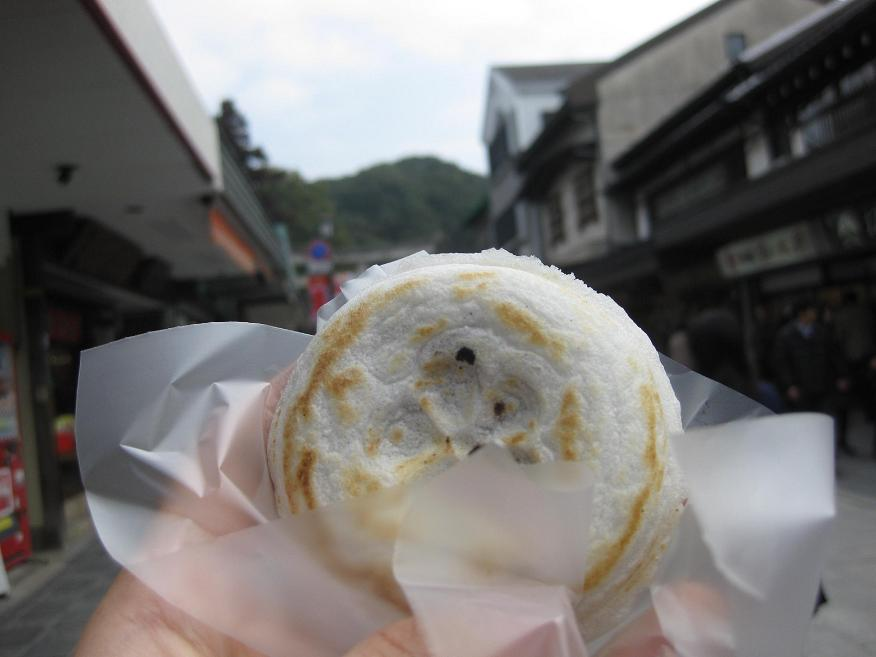
Umegae mochi, y el sando del santuario Dazaifu Tenmangu.

A los lados del camino hacia el santuario hay varias tiendas que venden  (梅ヶ枝餅 umegae mochi?) , un pastel de frijol rojo estampado con el patrón de una flor de ciruelo. Estos dulces están fuertemente asociadas con el santuario por su conexión con la leyenda de Michizane. Se dice que un ayudante anciano, Jomyoni, le preparaba este plato y dejó uno como ofrenda cuando murió.